# Социјална перцепција
Социјална перцепција је опажање других људи и њихових односа, социјалних ситуација, група и институција које су под утицајем различитих културних чинилаца. На опажање утичу одређена искуства, ставови, предрасуде, мотиви, вредности, културни обрасци, језик итд.